# Anna M.
Pour plus de détails, voir Fiche technique et Distribution.
Anna M. est un film français de Michel Spinosa, sorti le 11 avril 2007.

## Synopsis
Anna, une jeune femme érotomane qui se sent frustrée tente de se suicider en se jetant sous une voiture. Elle en réchappe avec quelques problèmes à la jambe. À l'hôpital elle est soignée par le docteur Zanevsky et se méprend dès lors sur les rapports que le chirurgien entretient avec elle. Elle en tombe follement amoureuse. Anna usera de tous les moyens pour essayer d'entrer dans la vie de Zanevsky, en le suivant, en l'épiant, en le provoquant et en allant jusqu'à se faire embaucher comme baby-sitter dans l'appartement au-dessus du sien afin de pouvoir y pénétrer. Entre-temps, Anna décide de trouver une compensation en couchant avec un inconnu, un vigile de gare. L'affaire prenant des proportions dramatiques et dangereuses, la mère d'Anna décide de la faire interner. Anna joue la comédie de la guérison et à sa sortie n'a qu'une idée en tête : retrouver Zanevsky, alors qu'on vient de lui apprendre qu'elle est enceinte du vigile... Mais Zanevsky a déménagé avec sa femme et personne ne veut la renseigner. Elle pique une crise à l'hôtel. La scène finale montre Anna et son enfant à la campagne, deux ans plus tard. Zanevsky et sa femme passent au loin.

## Fiche technique
- Titre original : Anna M.
- Réalisation : Michel Spinosa
- Scénario : Michel Spinosa
- Production : Patrick Sobelman
- SOFICA : Indéfilms 3
- Photographie : Alain Duplantier
- Son : Pierre Mertens, Valérie Deloof, Stéphane Thiébaut
- Montage : Chantal Hymans
- Décors : Thierry François
- Costumes : Nathalie Raoul
- Pays :  France
- Durée : 106 minutes
- Format : couleur
- Date de sortie : 
  - Première mondiale :  Allemagne : 14 février 2007 (Berlinale)
  -  France : 11 avril 2007
  -  Suisse : 11 avril 2007
  -  Belgique : 18 avril 2007
  -  Royaume-Uni : 16 novembre 2007
  -  Canada : 18 janvier 2008

## Distribution
- Isabelle Carré : Anna M.
- Gilbert Melki : Dr. André Zanevsky
- Anne Consigny : Marie Zanevsky
- Geneviève Mnich : La mère d'Anna
- Gaëlle Bona : Éléonore
- Pascal Bongard : L'inspecteur
- Julie Brochen : L'antiquaire
- Catherine Epars : La femme de la Gare du Nord
- Samir Guesmi : Le réceptionniste de l'hôtel de la Madeleine
- François Loriquet : Le psychiatre
- Geordy Monfils : L'adolescent
- Francis Renaud : Albert
- Éric Savin : Le père des fillettes

## Bande sonore
- Final de l'Hiver des Quatre saisons d'Antonio Vivaldi.
- Stay Golden, par "Au Revoir Simone" (générique).
- Candyland, par Cocorosie tiré de l'album La maison de mon rêve.

## Nomination
- Nomination pour le César de la meilleure actrice en 2008 pour Isabelle Carré.

## Sources
L'Histoire d'Anna M. est inspirée de celle d'Anna O., de son vrai nom Bertha Pappenheim.